# Alexander Wassiljewitsch Sweschnikow

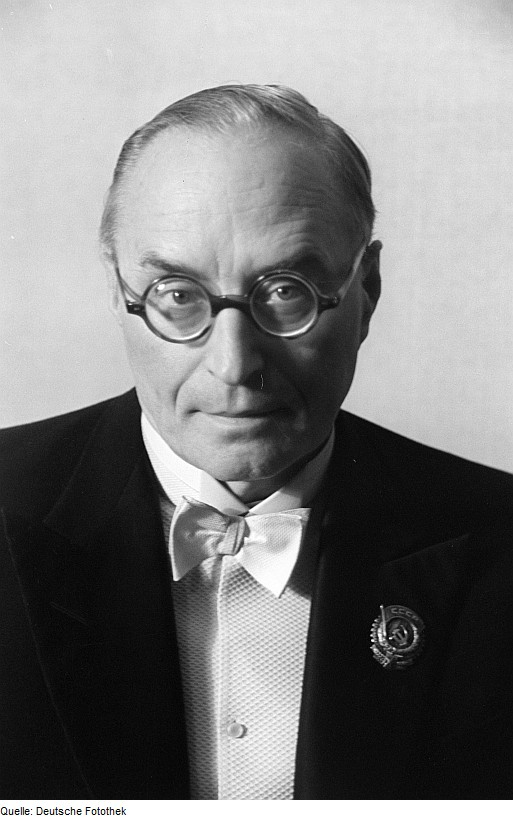
Alexander Wasiljewitsch Sweschnikow (1946)

Alexander Wasiljewitsch Sweschnikow (russisch Алекса́ндр Васи́льевич Све́шников; * 30. Augustjul. / 11. September 1890greg. in Kolomna; † 3. Januar 1980 in Moskau) war ein russischer Dirigent und Chorleiter.

## Leben
Alexander Wasiljewitsch Sweschnikow schloss 1913 seine Ausbildung an der Musik-Theater-Hochschule der Moskauer Philharmonischen Gesellschaft (heute Russische Akademie für Theaterkunst) ab, wo er bei Arseni Nikolajewitsch Koreschtschenko und Wassili Sergejewitsch Kalinnikow gelernt hatte. Auch hatte er seit 1906 am Volkskonservatorium bei Boleslaw Leopoldowitsch Jaworski studiert.
Seit 1909 arbeitete Sweschnikow als Chorleiter in Moskauer Schulen und unterrichtete Gesang. 1921–1923 leitete er einen Chor in Poltawa. Seit 1913 leitete er einen Fabrikarbeiter-Chor. Bald gehörte er zu den bekanntesten Kirchenchorleitern in Moskau. 1923–1928 leitete er die Vokal-Abteilung des 1. Studios des Moskauer Kunsttheaters. 1928–1936 leitete er das von ihm gegründete Vokal-Ensemble (später Chor) des Allunions-Radios. Er war künstlerischer Leiter des von ihm gegründeten Staats-Chores der UdSSR (1936–1937 und wieder ab 1941) und der Leningrader Kapelle (1937–1941). 1941–1944 während des Krieges leitete er auch die Vokal-Abteilung des Ensembles des Innenministeriums.
1944 organisierte Sweschnikow die Moskauer Chor-Hochschule, auf deren Basis der Chor-Dirigent Wiktor Sergejewitsch Popow die Chor-Kunst-Akademie gründete. 1944–1974 lehrte er am Moskauer Konservatorium: 1944–1948 war er Dekan der Chor-Dirigenten-Fakultät, 1946 wurde er zum Professor ernannt, und 1948 wurde er zum Rektor berufen, als im Verlauf des Musik-ideologischen Pogroms 1948 der Komponist Wissarion Jakowlewitsch Schebalin des Formalismus beschuldigt und amtsenthoben wurde. 1950 trat Sweschnikow in die Kommunistische Partei der Sowjetunion ein und blieb Rektor bis 1978.
Sweschnikow war Chef-Dirigent einer Reihe von Moskauer Liederfesten. Er war Organisator und bis 1964 Vorsitzender der Allrussischen Chor-Gesellschaft. 1966, 1970 und 1974 war er Jury-Mitglied des Internationalen Tschaikowski-Wettbewerbs für den Vokal-Kunst-Bereich.
Sweschnikow ist auf dem Nowodewitschi-Friedhof begraben. Er war verheiratet und hatte keine Kinder. Nach seinem Tode wurden die von ihm gegründete Moskauer Chor-Hochschule und die Kinderchor-Schule der Stadt Kolomna nach ihm benannt. 1981 wurde ein Doppeldeck-Kreuzfahrtschiff auf seinen Namen getauft, das auf der Wolga, Kama und Oka fuhr. Zu seinem 125. Geburtstag gab es 2015 eine Ausstellung im Foyer des Großen Saales des Moskauer Konservatoriums.

## Ehrungen
- Orden des Roten Banners der Arbeit (1940, 1950)
- Stalinpreis 2. Klasse (1946)
- Volkskünstler der UdSSR (1956)
- Leninorden (1960, 1966, 1970)
- Glinka-Staatspreis (1967)
- Held der sozialistischen Arbeit (1970)
- Ehrenmitglied der Royal Academy of Music (Großbritannien)